# Raymond de Capoue
Pour les articles homonymes, voir Raymond.
Bienheureux Raymond de Capoue, né Raimondo delle Vigne vers 1330 à Capoue et mort en 1399 à Nuremberg, est Maître général des Frères prêcheurs de 1380 à sa mort. Béatifié, il est fêté le 5 octobre. Il consacra sa vie et ses efforts à l'organisation et au maintien de l'Ordre. Mais il est surtout connu pour avoir été le directeur spirituel de sainte Catherine de Sienne, dont il a aussi été le premier biographe.

## Sa vie

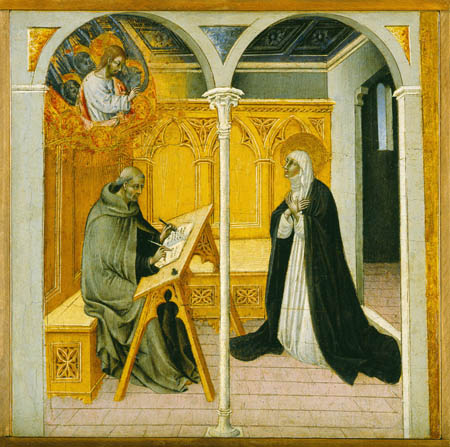
Sainte Catherine de Sienne dictant ses dialogues, Giovanni di Paolo (v. 1448), Detroit Institute of Arts, États-Unis.

Descendant de Pierre de la Vigne, il étudia la théologie et le droit à Bologne, où il entra dans l'ordre des Prêcheurs vers 1350.
Raymond fut d'abord affecté à Montepulciano, où il servit comme aumônier d'un monastère de moniales dominicaines. Puis il est envoyé à Rome comme prieur des Frères de Santa Maria sopra Minerva. Enfin, il rejoignit la ville de Sienne comme lecteur avant d'être désigné par le Maître général pour servir de confesseur. C'est ainsi qu'il fit la connaissance de la tertiaire dominicaine Catherine de Sienne devenant plus tard son directeur spirituel.
Raymond a passé les six années suivantes à la conseiller et à écouter ses confidences. Pendant cette période, il a progressivement appris à faire confiance à sa sainteté et à son jugement. Cette confiance a été scellée lorsqu'il s'est engagé à soigner les victimes d'une peste en 1374. Lorsqu'il contracta lui-même la maladie et fut au bord de la mort, Catherine de Sienne vint s'asseoir à son chevet jusqu'à ce qu'il guérisse. Sachant à quel point il était proche de la mort, Raymond attribua son rétablissement à ses prières.
En 1374, Raymond avait attiré l'attention du pape Grégoire XI, qui vivait alors à Avignon, en raison de son lien avec Catherine de Sienne, mais aussi pour sa façon originale d'aborder des questions telles que les croisades en Terre sainte, le retour de la papauté à Rome et la réforme générale de l'Église. Il était connu pour sa capacité à passer sans transition des considérations spirituelles et surnaturelles aux questions plus terre à terre de la politique pratique. Pendant quatre ans, Raymond accompagna Catherine de Sienne dans ses voyages et se rendit à Avignon pour servir d'intermédiaire entre elle et le pape.
Au XIVe siècle, l’Ordre fut profondément affecté par le Grand Schisme entre le pape Urbain VI, installé à Rome, et le pape Clément VII, installé à Avignon. Les couvents de France et d’Espagne se rallièrent généralement au pape d’Avignon, suivant en cela la position du roi français Philippe Le Bel, et tinrent un Chapitre général « clémentiste » à Lausanne en 1380. Mais ceux d’Italie, de Germanie et autres pays prirent le parti du pape de Rome et tinrent un Chapitre général « urbaniste » à Bologne, où Raymond de Capoue fut élu Maître général la même année.
Dès le généralat de Raymond de Capoue, et peut-être sous l’influence des écrits de Catherine de Sienne, un mouvement de retour à une observance plus authentique et plus stricte se fit jour. Entre autres, il convenait de ne pas oublier la pauvreté prônée par le fondateur, saint Dominique de Guzman. Il mit du temps à cheminer dans les couvents, mais se diffusa d’abord en Italie, puis en Suisse et en Allemagne. Dans les Pays-Bas, il prit le nom de « Congrégation de Hollande » (1465-1515).
Raymond de Capoue a exigé qu’il y ait au moins un couvent de stricte observance par Province. Le premier couvent qui adopta spontanément la réforme en territoire bourguignon fut le couvent de Gand en 1456 sous l’impulsion du Frère Jean Uyt den Hove à la suite de son séjour au couvent réformé de Bologne.
Vers la fin de sa vie, il investit de plus en plus un esprit d'humilité et de componction, mais il fut affecté par le schisme de l'Église qui s'aggravait, et il s'affaiblit. Le Bienheureux Raymond de Capoue est mort à Nuremberg le 5 octobre 1399. La relique de son corps a été translatée à Naples où il repose à l'église San Domenico Maggiore.

## Ses écrits
- Legenda s. Agnetis de Montepolitiano (1366)
- Depositio super electione Urbani VI (um 1380)
- Officium de Visitatione Beatae Mariae Virginis (1390)
- Legenda s. Catherinae Senensis (1385–1395)
- Expositio cantici Magnificat (perdu vers 1378, probablement en possession de l'archevêque de Prague Jan z Jenštejna)

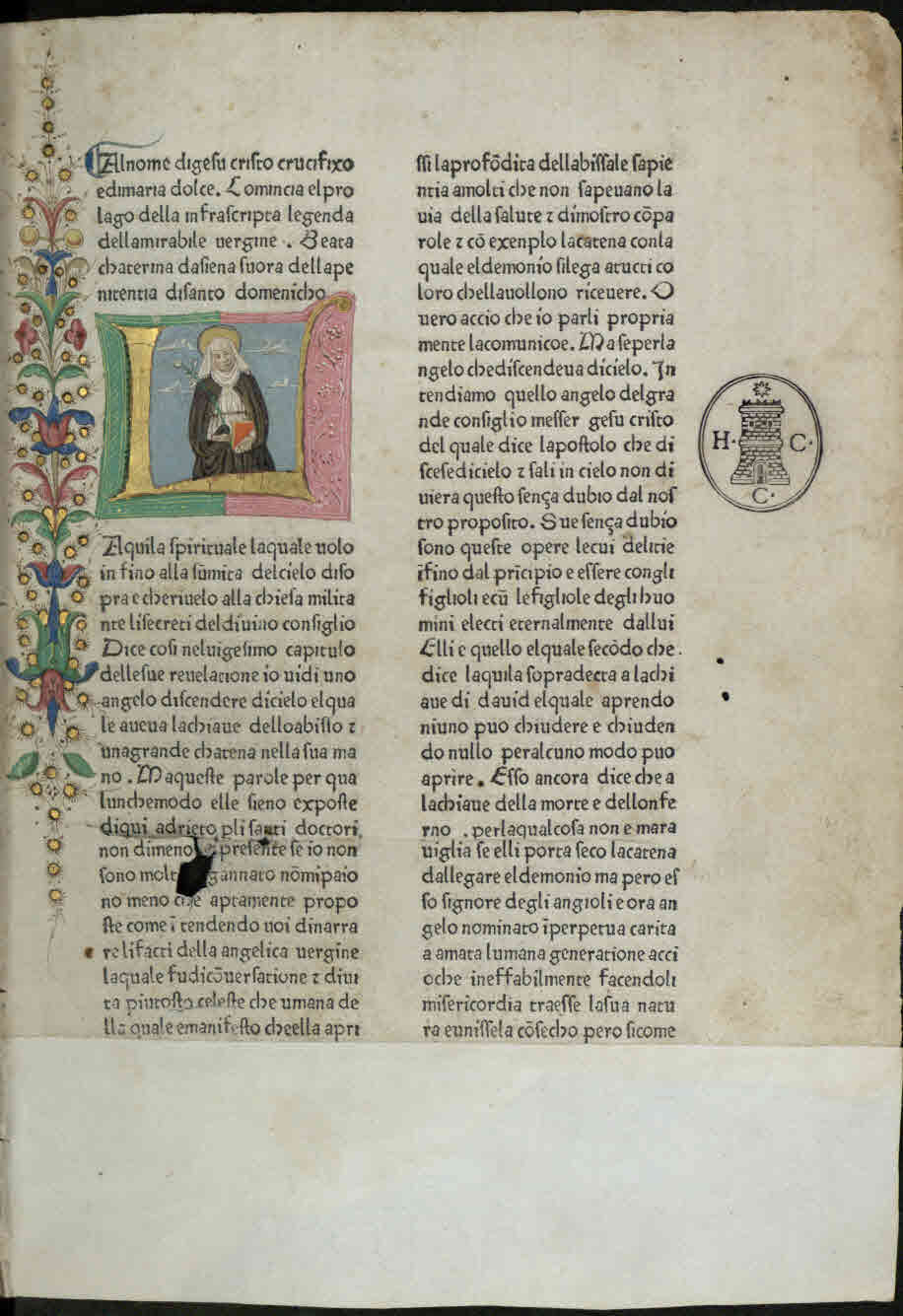
Legenda maior sanctae Catharinae Senensis, 1477.
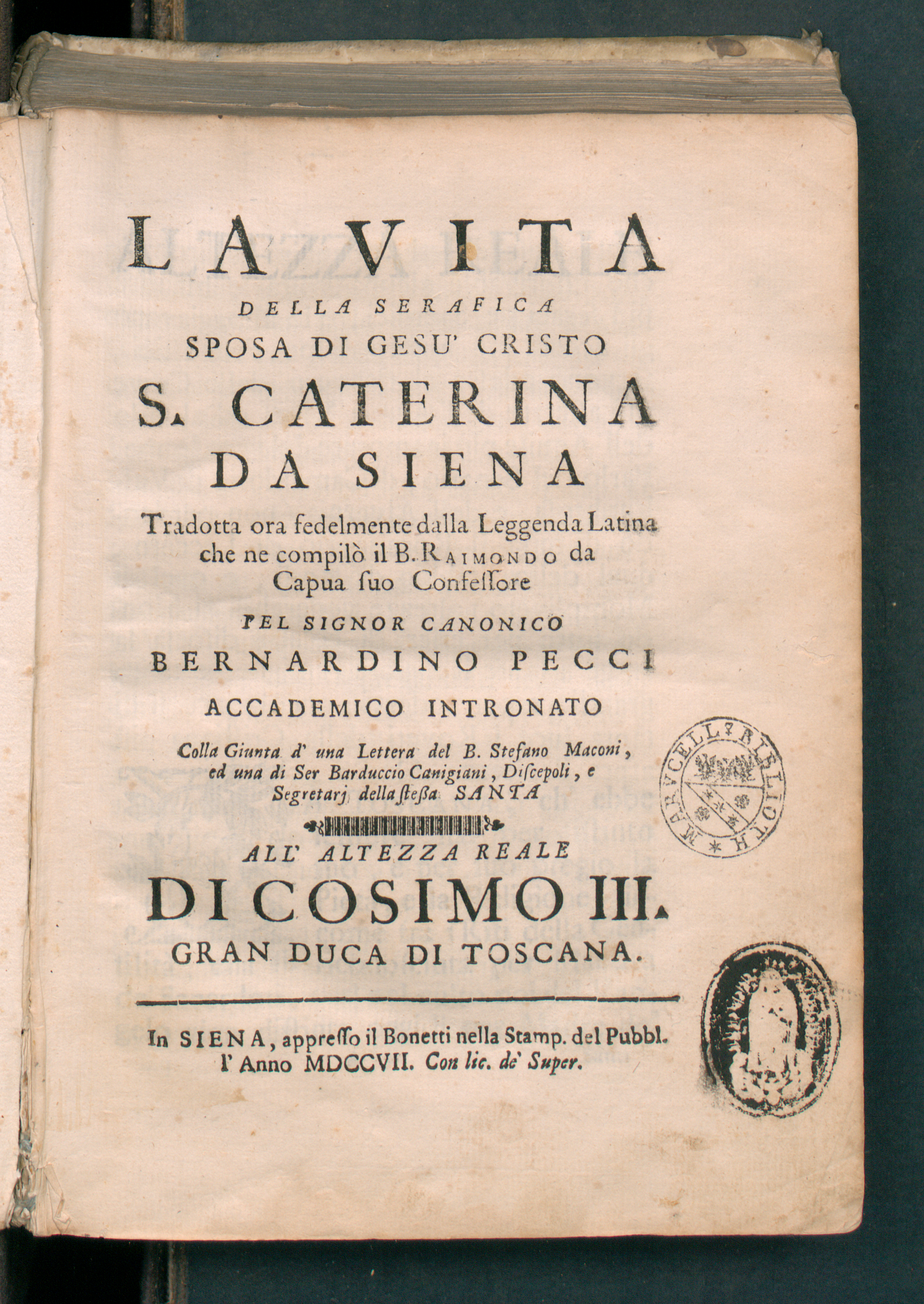
La Vita di Santa Caterina da Siena (Legenda maior), 1707.